# Alexander Haig
Alexander Meigs Haig Jr. (Filadelfia, 2 dicembre 1924 – Baltimora, 20 febbraio 2010) è stato un generale e politico statunitense.
Svolse un ruolo di grande rilievo soprattutto durante il breve periodo in cui fu il capo di gabinetto del Presidente Richard Nixon nella fase più drammatica dello scandalo Watergate; egli in particolare avrebbe influito in modo decisivo sulla decisione del Presidente dell'8 agosto 1974 di rassegnare le dimissioni dalla sua carica.

## Biografia
Generale in congedo dell'US Army, che ha ricoperto gli incarichi di Segretario di Stato durante la presidenza di Ronald Reagan e di capo di gabinetto della Casa Bianca sotto Richard Nixon. Tra gli altri incarichi ricoperti, quello di vicecapo di stato maggiore dell'esercito e di Supreme Allied Commander Europe (SACEUR) (Comandante supremo alleato in Europa), la massima carica militare nella NATO in Europa. Ha combattuto in Corea e Vietnam, ottenendo una Purple Heart, la medaglia riservata ai feriti in combattimento insieme ad altre onorificenze statunitensi: Distinguished Service Cross (la più importante dopo la Medaglia d'Onore del Congresso)
e la Silver Star with Oak Leaf Cluster (Stella d'argento con foglie di quercia). Haig si candidò senza successo per la nomina presidenziale del Partito Repubblicano del 1988. Sebbene godesse di un riconoscimento relativamente alto, Haig non riuscì a salire nei sondaggi di opinione nazionali. Fu un feroce critico dell'allora vice presidente George H.W. Bush, spesso dubitando della leadership dello stesso.
Il figlio, Brian Haig, è un giornalista/analista militare e scrittore di gialli.
È deceduto nel 2010 all'età di 85 anni.